# One Big Rush
One Big Rush é uma canção de rock instrumental do guitarrista virtuoso estadunidense Joe Satriani, que foi lançada como 2º single do álbum Flying in a Blue Dream, de 1989 (é a 7ª faixa do álbum).
A música foi bastante executada nas rádios à época, alcançando a posição 36 da Billboard Hot Mainstream Rock Tracks.

## Na Cultura Popular
- A canção, que fez parte da trilha-sonora do filme Digam o que Quiserem, de 1989[5][6][7], foi composta especialmente para o filme[8]. Segundo Satriani, "concordei em escrever músicas para ele (Cameron Crowe, o escritor/diretor do filme) porque não havia alienígenas, nem sexo gratuito ou violência, a atuação era excelente e estava bem escrito. Eu não conseguia acreditar que alguém finalmente me enviou algo de que gostei. Cameron me pediu para criar algo para a cena do kick-boxing e me deu licença para fazer o que eu quisesse. Escrevi a música numa quinta-feira e gravei toda a música, exceto a bateria, na sexta. Jeff Campitelli tocou a bateria no sábado, mixamos no domingo e enviamos para Los Angeles na segunda. A guitarra base veio primeiro. Eu apenas escolhi um ritmo que achei adequado. Não precisei localizar a música; eles me disseram que iriam recortar, iniciar e parar a peça quando necessário".[9]
- A música também foi usada como música de entrada da equipe de hoquei Dallas Stars[10].

## Desempenho nas Paradas Musicais
| Ano  | Parada Musical                       | Posição | Ref.        |
| ---- | ------------------------------------ | ------- | ----------- |
| 1989 | Billboard Hot Mainstream Rock Tracks | #36     | [ 1 ] [ 4 ] |